# Gianluigi Melega
Gianluigi Melega (Milano, 12 gennaio 1935 – Venezia, 13 settembre 2014) è stato un giornalista, scrittore e politico italiano.

## Biografia
È stato esponente del Partito Radicale nelle cui liste è risultato eletto deputato nelle elezioni politiche del 1979 e del 1983.
Incominciò l'attività giornalistica a Il Giorno, lavorando in seguito a Panorama, a La Repubblica, della quale fu uno dei fondatori, e all'Espresso. Diresse L'Europeo dall'agosto 1976 a febbraio 1977. Scrisse anche libretti d'opera per il musicista Luca Mosca.
Secondo gli atti giudiziari depositati dal pubblico ministero di Venezia Loreto D'Ambrosio, Melega fu parte di una rete di giornalisti e fantomatiche agenzie stampa che nei primi anni '80 permisero al massone Giuseppe Santovito di estromettere gli ufficiali a lui ostili dai vertici del SISMI, grazie ai fondi neri gestiti dal faccendiere Francesco Pazienza, all'epoca ancora sconosciuto alle cronache. La creazione di fondi neri per finanziare la manipolazione dell'opinione pubblica attraverso il controllo della stampa era un elemento del cosiddetto Piano di rinascita democratica (programma della Loggia Massonica P2) scoperto nel 1981.

## Opere
- Planetario privato, Scheiwiller Libri, 1988
- L'isola più isola. Viaggio a Sant'Elena, Scheiwiller Libri, 1993
- Tempo lungo. Delitti d'amore, Baldini&Castoldi, 1993
- Tempo lungo. Addio alle virtù, Baldini&Castoldi, 1993
- Tempo lungo. Eravamo come piante, Baldini&Castoldi, 1994
- Il maggiore Aebi, Feltrinelli, 1996
- Tempo lungo. L'anima m'hai venduto, Feltrinelli, 1998
- Concerto and collected poems, Archinto, 2002
- Tra-la-la. Words to music, Archinto, 2007
- Viceversa, Gaffi Editore, 2013